# Glasgow

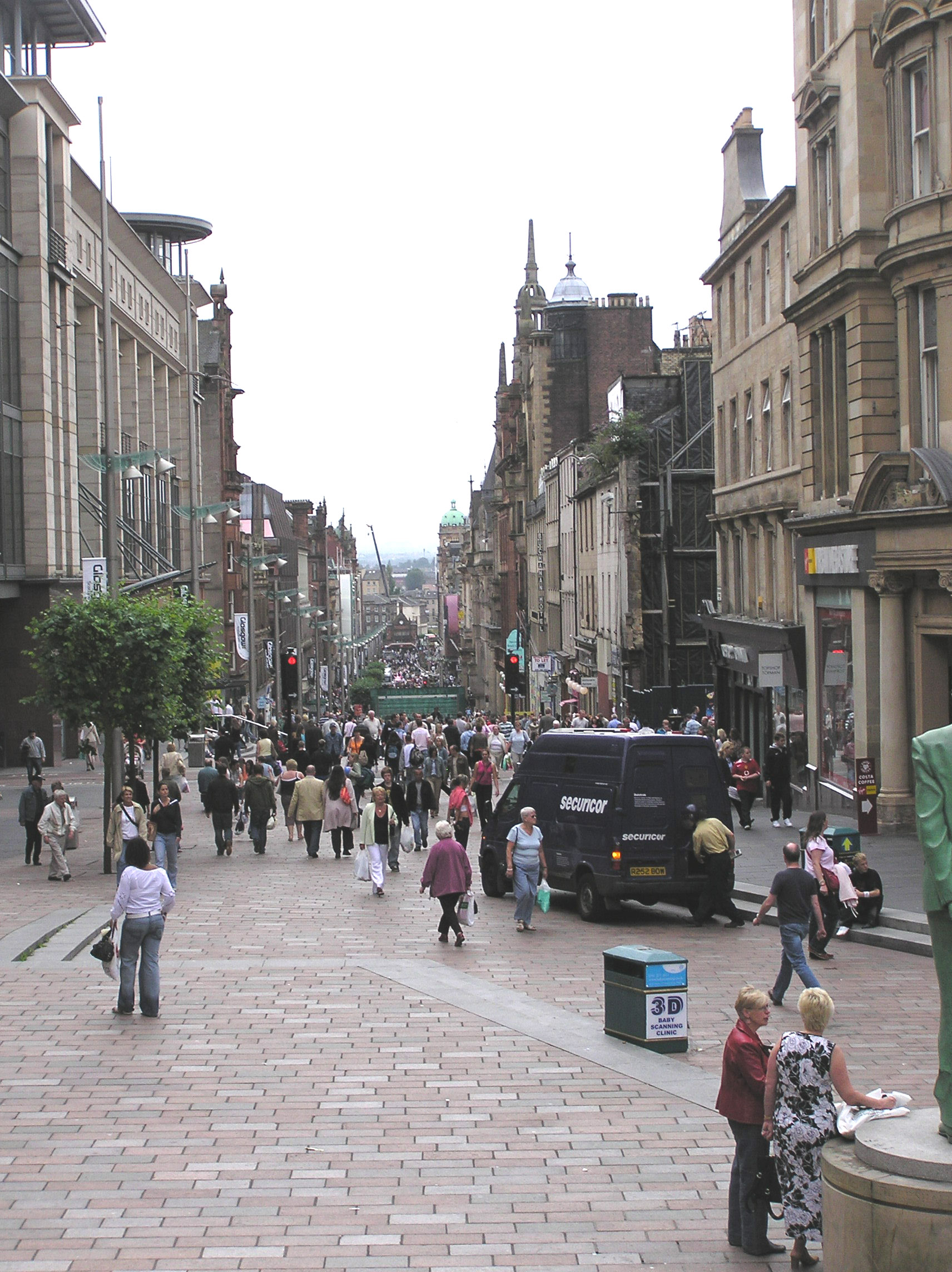
Đường Buchanan ở trung tâm thành phố, nhìn về phía nam

Glasgow (tiếng Gael Scotland: Glaschu) là thành phố lớn nhất trong số 32 đơn vị hành chính của Scotland, nằm bên sông Clyde ở phần phía tây miền trung đất nước. Trong Vương quốc Liên hiệp Anh và Bắc Ireland, Glasgow là thành phố lớn thứ ba, sau Luân Đôn và Birmingham.
Glasgow được phát triển từ địa phận giáo mục từ thời Trung cổ và sau đó là sự thành lập của trường Đại học Glasgow, đóng góp vào sự huy hoàng của xứ Scotland. Từ thế kỷ 18 thành phố trở thành một trong những trung tâm thương mại chính với châu Mỹ qua Đại Tây Dương. Với Cách mạng Công nghiệp, thành phố và các vùng lân cận trở thành một trong những trung tâm kỹ thuật và nghề đóng tàu ưu việt của thế giới, tạo nên nhiều tàu thuyền mang tính cách mạng và nổi tiếng. Thành phố cũng từng được gọi là "Thành phố Thứ hai của Đế chế Anh" vào thời kỳ Nữ hoàng Victoria. Ngày nay Glasgow nằm trong số 20 thành phố thương mại lớn nhất châu Âu và cũng là nơi đặt trụ sở của nhiều công ty kinh tế tại Scotland.
Trong cuối thế kỷ 19 và đầu thế kỷ 20, dân số của Glasgow đã vượt trên một triệu người, và là thành phố lớn thứ tư trong châu Âu, sau Luân Đôn, Paris và Berlin. Trong thập niên 1960, sự di cư diện rộng tới những thành phố mới và vùng ngoại ô dẫn đến việc giảm dân số của Glasgow tới 580.690. Toàn bộ vùng bao quanh thành phố được bao phủ bởi khoảng 2,3 triệu người, 41% dân số của Scotland.

## Từ nguyên
Cái tên Glasgow bắt nguồn từ Glas Cau trong tiếng Cumbric, có nghĩ là Green Hollow (xanh rỗng), nhằm ám chỉ những đồng cỏ xanh thẵm chạy dọc vùng Molendinar Burn, mà ngày nay là Nhà thờ Glasgow.

## Lịch sử
Khu vực xung quanh Glasgow đã tổ chức các cộng đồng trong hàng thiên niên kỷ, với sông Clyde cung cấp vị trí tự nhiên để câu cá. Người La Mã sau đó đã xây dựng tiền đồn trong khu vực, và giữ Roman Britannia, tách khỏi Celtic và Pictish Caledonia, xây dựng bức tường Antonine, phần còn lại vẫn có thể được nhìn thấy ở Glasgow ngày nay.
Glasgow được thành lập bởi nhà truyền giáo Saint Mungo vào thế kỷ thứ 6. Ông đã cho xây một nhà thờ trên thung lũng Molendinar, nay là Nhà thờ Glasgow, và trong những năm sau, Glasgow trở thành một trung tâm tôn giáo. Glasgow đã phát triển trong những thế kỷ tiếp theo. Các cây cầu đầu tiên được xây dựng Clyde sông tại Glasgow được ghi nhận từ khắp nơi trên 1285, đưa ra tên của nó vào vùng Briggait của thành phố, hình thành các tuyến đường chính Bắc-Nam qua sông qua Glasgow chéo. Sự ra đời của Đại học Glasgow và thành lập Tổng Giáo phận Glasgow năm 1492 đã nâng cao vị thế tôn giáo và giáo dục của thị trấn và gia tăng sự giàu có. Thương mại đầu tiên của nó là nông nghiệp, sản xuất bia và đánh bắt cá, với cá hồi và cá trích được xuất khẩu sang châu Âu và Địa Trung Hải.
Sau cuộc cải cách Cải chánh Tin Lành ở Châu Âu và với sự khuyến khích của Công ước Hoàng gia Burghs, 14 tổ hợp các nghề thủ công gắn liền với nhau như Nhà Thương mại vào năm 1605 để phù hợp với quyền lực và ảnh hưởng trong hội đồng thị trấn của các Hội Thương Gia trước đó đã thành lập Nhà buôn Thương gia tại cùng năm. Glasgow sau đó đã được nâng lên tình trạng của Hoàng gia Burgh trong 1611. tài sản đáng kể của Glasgow đến từ thương mại, sản xuất và phát minh quốc tế, bắt đầu vào thế kỷ 17 với đường, tiếp theo là thuốc lá, và sau đó bông và lanh, các sản phẩm của Đại Tây Dương thương mại nô lệ hình tam giác.
Daniel Defoe đã viếng thăm thành phố vào đầu thế kỷ 18 và nổi tiếng đã xuất bản trong cuốn sách của mình " Một chuyến đi xuyên đảo" của Vương quốc Anh, rằng Glasgow là "thành phố sạch và đẹp nhất và được xây dựng tốt nhất ở Anh, ngoại trừ Luân Đôn". Vào thời điểm đó, dân số của thành phố khoảng 12.000, và thành phố này vẫn chưa trải qua những thay đổi lớn lao về kinh tế và đô thị, do phong trào Khai sáng và Cách mạng Công nghiệp Scotland.

### Cảng thương mại
Sau khi Đạo luật Liên bang năm 1707, Scotland tiếp tục tiếp cận với các thị trường rộng lớn của Đế quốc Anh mới, và Glasgow trở nên nổi tiếng như một trung tâm thương mại quốc tế với và đi từ châu Mỹ, đặc biệt là đường mật, thuốc lá, bông và hàng chế tạo. Lãnh chúa thuốc lá của thành phố đã tạo ra một cảng nước sâu ở Port Glasgow trên Firth of Clyde, vì dòng sông bên trong thành phố đã quá nông. Đến cuối thế kỷ 18, hơn một nửa thương mại thuốc lá của Anh tập trung vào sông Clyde của Glasgow, với hơn 47.000.000 lb (21.000 t) thuốc lá đang được nhập khẩu mỗi năm ở đỉnh cao của nó. Vào thời điểm đó, Glasgow có tầm quan trọng thương mại khi thành phố tham gia buôn bán đường, thuốc lá và bông sau đó.

### Công nghiệp hóa
Việc mở Kênh Monkland và lưu vực nối với Kênh Forth và Clyde tại Cảng Dundas vào năm 1795, tạo điều kiện tiếp cận các mỏ quặng sắt và than đá rộng lớn ở Lanarkshire. Sau khi các dự án kỹ thuật sông rộng lớn nạo vét và đào sâu sông Clyde cho đến Glasgow, đóng tàu trở thành ngành công nghiệp chính ở thượng nguồn của dòng sông, đi tiên phong bởi các nhà công nghiệp như Robert Napier, John Elder, George Thomson, Sir William Pearce và Sir Alfred Yarrow.
Sông Clyde cũng trở thành nguồn cảm hứng quan trọng cho các nghệ sĩ, như John Atkinson Grimshaw, John Knox, James Kay, Sir Muirhead Bone, Robert Eadie, Stanley Spencer và LS Lowry, sẵn sàng miêu tả thời đại công nghiệp mới và thế giới hiện đại.
Dân số Glasgow đã vượt qua thành phố Edinburgh vào năm 1821. Sự phát triển của các tổ chức dân sự bao gồm cảnh sát thành phố Glasgow vào năm 1800, một trong những lực lượng cảnh sát đầu tiên trên thế giới. Bất chấp khủng hoảng do sự sụp đổ của Ngân hàng thành phố Glasgow vào năm 1878, tăng trưởng tiếp tục và đến cuối thế kỷ 19, nó là một trong những thành phố được gọi là "Thành phố Đế quốc thứ hai" và sản xuất hơn một nửa trọng tải của Anh của vận chuyển, và một phần tư của tất cả các đầu máy trên thế giới. Ngoài sự nổi trội của nó trong ngành đóng tàu, kỹ thuật, máy móc công nghiệp, xây dựng cầu, hóa chất, thuốc nổ, than đá và dầu khí, nó đã phát triển như một trung tâm hàng đầu về dệt may, sản xuất hàng may mặc, sản xuất thảm, chế biến da, đồ gỗ, đồ gốm, thực phẩm, đồ uống và thuốc lá; in ấn và xuất bản. Vận chuyển, ngân hàng, bảo hiểm và các dịch vụ chuyên nghiệp đã mở rộng cùng một lúc. 
Glasgow đã trở thành một trong những thành phố đầu tiên ở châu Âu đạt tới một triệu người. Các ngành nghề và khoa học mới của thành phố thu hút cư dân mới từ khắp vùng Lowlands và Highlands của Scotland, từ Ireland và các vùng khác của Anh và từ Châu Âu. 
Trong giai đoạn này, việc xây dựng nhiều kiệt tác kiến trúc vĩ đại nhất của thành phố và các dự án kỹ thuật dân dụng đầy tham vọng nhất, như các công trình xử lý nước thải Milngavie, tàu điện ngầm Glasgow, thư viện Mitchell và phòng trưng bày nghệ thuật Kelvingrove đã được tài trợ bởi sự giàu có của nó. Thành phố cũng đã tổ chức một loạt các Triển lãm Quốc tế tại Kelvingrove Park, vào năm 1888, 1901 và 1911, với Triển lãm Quốc tế lớn nhất của Anh, Triển lãm Empire, sau đó được tổ chức vào năm 1938 tại Bellahouston Park, thu hút 13 triệu du khách.
Thế kỷ 20 chứng kiến sự suy giảm và đổi mới trong thành phố. Sau Thế chiến I, thành phố bị ảnh hưởng bởi cuộc suy thoái Thế giới lần thứ I và cuộc Đại khủng hoảng kinh tế sau đó, điều này cũng dẫn đến sự trỗi dậy của chủ nghĩa xã hội cấp tiến và phong trào "Red Clydeside". Thành phố đã hồi phục sau Thế chiến thứ hai và tăng trưởng nhờ sự bùng nổ sau chiến tranh kéo dài suốt những năm 1950. Vào những năm 1960, sự phát triển của ngành công nghiệp ở các nước như Nhật Bản và Tây Đức đã làm suy yếu vị trí nổi bật của nhiều ngành công nghiệp của thành phố.
Kết quả là, Glasgow đã trải qua thời kỳ suy thoái kinh tế tương đối nhanh và nhanh chóng không công nghiệp hóa, dẫn đến tỷ lệ thất nghiệp cao, suy thoái thành thị, suy giảm dân số, phụ thuộc vào phúc lợi và sức khoẻ kém cho người dân thành phố. Đã có những nỗ lực tích cực trong việc tái tạo lại thành phố, khi Tổng công ty Glasgow xuất bản Báo cáo Bruce gây tranh cãi, đưa ra hàng loạt các sáng kiến nhằm xoay chuyển sự suy giảm của thành phố. Báo cáo đã dẫn tới một chương trình xây dựng và tái tạo rất lớn và triệt để bắt đầu vào giữa những năm 1950 và kéo dài vào cuối những năm 1970. Điều này liên quan đến việc phá dỡ hàng loạt các khu nhà ổ chuột khét tiếng của thành phố và thay thế chúng bằng các khu nhà ở và khối tháp lớn ở ngoại ô.
Thành phố đã đầu tư vào các cơ sở hạ tầng giao thông đường bộ, với hệ thống đường sá và đường cao tốc rộng khắp chia cắt khu vực trung tâm. Cũng có những cáo buộc rằng Văn phòng Scotland đã cố tình phá hoại ảnh hưởng kinh tế và chính trị của Glasgow ở Scotland sau chiến tranh bằng cách chuyển hướng đầu tư vào các ngành công nghiệp mới sang các khu vực khác trong thời kỳ Silicon Glen và tạo ra các thị trấn mới của Cumbernauld, Glenrothes, Irvine, Livingston và East Kilbride, phân tán dọc các vùng đất thấp Scotland để giảm một nửa số dân số của thành phố.
Vào cuối những năm 1980, đã có một sự hồi sinh đáng kể trong vận mệnh kinh tế của Glasgow. Chiến dịch "Glasgow mile better" được khởi động vào năm 1983 và mở ra Bộ sưu tập Burrell vào năm 1983 và Trung tâm Hội nghị và Triển lãm Scotland năm 1985 đã tạo điều kiện cho vai trò mới của Glasgow như là một trung tâm dịch vụ kinh doanh và tài chính của châu Âu và thúc đẩy sự gia tăng du lịch và đầu tư.
Loại thứ hai tiếp tục được củng cố bởi di sản của Liên hoan Glasgow Garden vào năm 1988, với tư cách là Văn hoá Văn hoá châu Âu vào năm 1990 và nỗ lực hợp nhất nhằm đa dạng hóa nền kinh tế của thành phố. Tuy nhiên, đó là di sản công nghiệp đóng vai trò thúc đẩy du lịch chủ chốt. Sự phục hồi kinh tế rộng lớn hơn đã tiếp tục tồn tại và việc tái thiết liên tục các khu vực trong thành phố, bao gồm cả việc Cải tạo bờ sông Clyde quy mô lớn, đã dẫn tới những người giàu có di chuyển trở lại sống ở trung tâm thành phố Glasgow, gây ra những cáo buộc về sự khuấy động. Thành phố hiện đang được Lonely Planet xem là một trong 10 thành phố du lịch hàng đầu thế giới.
Mặc dù cuộc phục hưng kinh tế của Glasgow, East End của thành phố vẫn là trọng tâm của việc tước quyền xã hội. Báo cáo Kiểm toán Kinh tế Glasgow công bố năm 2007 cho biết khoảng cách giữa khu vực thịnh vượng và nghèo đói của thành phố đang mở rộng.
Năm 2006, 47% dân số của Glasgow sống ở 15% khu vực bị tước đoạt nhất ở Scotland, trong khi Trung tâm Công lý Xã hội cho biết 29,4% cư dân ở độ tuổi lao động của thành phố "không hoạt động về mặt kinh tế". Mặc dù nhẹ phía sau trung bình ở Anh, Glasgow vẫn có tỷ lệ việc làm cao hơn Birmingham, Liverpool và Manchester.
Trong năm 2008, thành phố được xếp hạng 43 về An toàn Cá nhân trong chỉ số Mercer của 50 thành phố an toàn nhất trên thế giới. Báo cáo của Mercer đã đặc biệt quan tâm đến chất lượng cuộc sống, nhưng đến năm 2011 ở Glasgow, một số khu vực vẫn "không đáp ứng được các Mục tiêu Chất lượng Không khí Scotland đối với lượng nitơ dioxide (NO2) và chất bụi (PM10)".

## Chính phủ và chính trị
Mặc dù Glasgow Corporation đã đi tiên phong trong phong trào xã hội chủ nghĩa ở thành phố từ cuối thế kỷ XIX, kể từ Đạo luật Đại diện của Nhân dân năm 1918, Glasgow đã ngày càng ủng hộ ý tưởng cánh tả và chính trị ở cấp quốc gia. Các hội đồng thành phố được kiểm soát bởi Đảng Lao động trong hơn ba mươi năm, kể từ sự suy giảm của các cấp tiến. Kể từ năm 2007, khi các cuộc bầu cử của chính quyền địa phương ở Scotland bắt đầu sử dụng phiếu bầu có thể chuyển nhượng được duy nhất chứ không phải là hệ thống trước-qua-post, sự thống trị của Đảng Lao độngtrong thành phố bắt đầu giảm. Do kết quả của cuộc bầu cử địa phương tại Anh năm 2017, SNP đã thành lập một cơ quan quản lý thiểu số chấm dứt 33 năm kiểm soát liên tục của Lao động.
Trong hậu quả của cuộc Cách mạng Nga năm 1917 và cuộc cách mạng của 1918-1919 Đức, đình công thường xuyên của thành phố và các tổ chức vũ trang gây ra báo động nghiêm trọng tại Westminster, với một cuộc nổi dậy trong tháng 1 năm 1919 khiến các Tự do Thủ tướng Chính phủ, David Lloyd George, để triển khai 10.000 binh lính và xe tăng trên đường phố của thành phố. Một cuộc biểu tình khổng lồ trong quảng trường George Square của thành phố vào ngày 31 tháng 1 đã kết thúc bằng bạo lực sau khi Đạo luật Riot được đọc.
Hành động công nghiệp tại các nhà máy đóng tàu đã làm nổi bật cụm từ " Red Clydeside ". Trong những năm 1930, Glasgow là căn cứ chính của Đảng Lao động độc lập. Vào cuối thế kỷ hai mươi, nó trở thành trung tâm của cuộc đấu tranh chống lại thuế thu thập; được giới thiệu ở Scotland một năm trước khi phần còn lại của Vương quốc Anh và cũng là cơ sở chính của Đảng Xã hội Xcốtlen, một đảng chính trị cánh tả khác ở Scotland. Thành phố này đã không có một đảng Bảo thủ kể từ cuộc bầu cử năm Hillhead năm 1982, khi SDPlấy ghế, nằm trong khu vực giàu nhất Glasgow. Tài sản của Đảng Bảo thủ vẫn tiếp tục giảm trong thế kỷ 21, chỉ giành được một trong 79 thành viên Hội đồng Thành phố Glasgow vào năm 2012 mặc dù đã từng là đảng kiểm soát (như Tiến bộ) từ năm 1969-1972 khi ông Donald Liddle vị Quản đốc Chúa phi lao động cuối cùng.
Glasgow có mặt tại cả Hạ viện ở London, và Quốc hội Scotland ở Holyrood, Edinburgh. Tại Westminster, nó được đại diện bởi 7 Nghị sĩ, tất cả được bầu ít nhất mỗi năm năm một lần để đại diện cho các cử tri cá thể, sử dụng hệ thống bỏ phiếu đầu tiên trong quá khứ. Tại Holyrood, Glasgow được đại diện bởi mười sáu MSP, trong đó có chín người được bầu để đại diện cho các cử tri cá thể mỗi bốn năm một lần bằng cách sử dụng lần đầu tiên trong quá khứ, và bảy người được bầu làm thành viên bổ sung trong khu vực, theo cách đại diện tỷ lệ. Kể từ cuộc bầu cử Quốc hội Scotland, năm 2016, Glasgow được đại diện tại Holyrood bởi 9 đảng MSPs quốc gia Xcốt-len, 4MSPs lao động, 2 MSP bảo thủ và 1 MSP Scotland Xanh. Trong Quốc hội Châu Âu, thành phố này là một phần của vùng bầu cử ở Scotland, nơi bầu ra 6 thành viên của Quốc hội Châu Âu.
Vì Glasgow được bảo trợ và hoạt động dưới hai chế độ chính phủ trung ương riêng rẽ, Nghị viện Scotland và Chính phủ Vương quốc Anh, họ xác định nhiều vấn đề mà Hội đồng Thành phố Glasgow không chịu trách nhiệm.
Khu vực bầu cử Glasgow của Quốc hội Scotland bao gồm khu vực hội đồng thành phố Glasgow, khu vực Rutherglen của South Lanarkshire và một phần nhỏ phía đông của Renfrewshire. Nó bầu chín trong số 73 quốc hội của quốc hội đầu tiên qua các thành viên bầu cử và bảy trong số 56 thành viên bổ sung. Cả hai loại thành viên này đều được biết đến như các Thành viên của Quốc hội Scotland (MSPs). Hệ thống bầu cử được thiết kế để tạo ra một hình thức đại diện tỷ lệ.
Trận đấu đầu tiên được tổ chức vào năm 1999 với tên và ranh giới của các đơn vị bầu cử hiện tại của Westminster (Hạ viện). Năm 2005, số Thành viên Westminster của Nghị viện đại diện cho Scotland được cắt giảm xuống còn 59, với các cử tri mới được thành lập, trong khi số lượng các MSP hiện tại được giữ lại tại Holyrood. Trong cuộc bầu cử Quốc hội Scotland năm 2011, ranh giới của khu vực Glasgow được vẽ lại.

## Địa lý
Glasgow nằm trên bờ sông Clyde, ở phía Tây Scotland. Sông quan trọng thứ hai của nó là Kelvin tên của nó đã được sử dụng trong việc tạo ra tiêu đề của Baron Kelvin và do đó kết thúc như đơn vị SI của nhiệt độ. Trên bản đồ cũ Glasgow được hiển thị trong khu vực của quận trước năm 1975 của Lanarkshire; từ 1975 đến 1996 nó xuất hiện trong vùng Strathclyde.

### Khí hậu
Mặc dù có vĩ độ bắc, tương tự như Moskva, khí hậu Glasgow được phân loại là ôn đới đại dương (Köppen Cfb). Dữ liệu có sẵn trực tuyến cho 3 trạm thời tiết chính thức ở khu vực Glasgow: Paisley, Abbotsinch và Bishopton. Tất cả đều nằm ở phía tây của trung tâm thành phố. Do vị trí tây nam của nó và gần với Đại Tây Dương, Glasgow là một trong những khu vực nhẹ nhàng hơn của Scotland. Nhiệt độ thường cao hơn hầu hết các nơi có vĩ độ như nhau so với Anh Quốc, do ảnh hưởng nóng lên của Dòng Gulf Stream. Tuy nhiên, điều này dẫn đến những mùa rõ rệt hơn so với nhiều nước Tây Âu.
Tại Paisley, lượng mưa trung bình hàng năm là 1.245 mm (49,0 inch). Mùa đông mát và u ám, với trung bình tháng Giêng là 5.0 °C (41.0 °F), mặc dù thấp đôi khi rơi xuống dưới độ đóng băng. Kể từ năm 2000, Glasgow đã trải qua vài đợt mùa đông rất lạnh, mùa đông và khắc nghiệt, nơi nhiệt độ đã giảm xuống dưới mức đóng băng. Tuy nhiên, các trường hợp cực đoan nhất đã thấy nhiệt độ khoảng -12 °C (10 °F) trong khu vực. Sự tích tụ tuyết rơi không thường xuyên và ngắn ngủi. Những tháng mùa xuân (tháng 3 đến tháng 5) thường nhẹ và thường khá dễ chịu. Rất nhiều cây cối và cây cối của Glasgow bắt đầu nở hoa vào thời điểm này trong năm, và các công viên và vườn hoa đầy màu sắc mùa xuân.
Trong những tháng mùa hè (tháng 6 đến tháng 8), thời tiết có thể thay đổi đáng kể từ ngày này qua ngày khác nhau, từ hơi nước mát và ẩm ướt đến khá ấm áp với những ngày nắng dịu. Những đợt khô hạn của thời tiết ấm thường rất khan hiếm. Các điều kiện ẩm ướt và ẩm ướt không mưa thường xuyên. Nhìn chung mô hình thời tiết khá là không ổn định và không ổn định trong những tháng này, chỉ với những đợt sóng nóng thường xuyên. Tháng ấm nhất thường là tháng 7, với mức cao trung bình trên 20 °C (68 °F). Những ngày hè có thể thỉnh thoảng đạt đến 27 °C (81 °F), và rất hiếm khi vượt quá 30 °C (86 °F). Mùa thu thường mát đến nhẹ và lượng mưa ngày càng tăng. Vào đầu mùa thu có thể có một số thời kỳ ổn định của thời tiết và nó có thể cảm thấy dễ chịu với nhiệt độ nhẹ và một số ngày nắng.
Bộ dữ liệu chính thức của Văn phòng Met Office bắt đầu từ năm 1959 và cho thấy rằng chỉ có một vài mùa hè ấm áp và không nóng ở Glasgow, trái ngược với các khu vực khác ở phía nam của Anh và phía đông ở châu Âu. Tháng ấm nhất trong loạt dữ liệu là Tháng 7 năm 2006, với nhiệt độ trung bình cao 22,7 °C (72,9 °F) và thấp 13,7 °C (56,7 °F). Ngay cả sự kiện cực đoan này chỉ phù hợp với một mùa hè bình thường với những điểm tương đồng tương tự ở châu Âu lục địa, nhấn mạnh đến ảnh hưởng của hàng hải. Tháng lạnh nhất trong lịch sử kể từ khi loạt dữ liệu bắt đầu vào tháng 12 năm 2010, trong một đợt sóng lạnh trầm trọng ảnh hưởng đến các hòn đảo Anh. Ngay cả khi đó, mức cao tháng 12 đã ở trên mức đóng băng ở 1.6 °C (34.9 °F) với nhiệt độ thấp -4.4 °C (24.1 °F). Điều này vẫn đảm bảo tháng lạnh nhất của Glasgow năm 2010 vẫn còn nhẹ hơn sootherother -3 °C (27 °F) thường được sử dụng để xác định normals khí hậu lục địa.
Nhiệt độ cực đại dao động từ -19.9 °C (-4 °F) đến 31.2 °C (88 °F), tại Abbotsinch, và -14.8 °C đến 31.0 °C (88 °F) tại Paisley. Nhiệt độ lạnh nhất đã xảy ra trong những năm gần đây là -12,5 °C (9,5 °F) tại Bishopton trong tháng 12 năm 2010.
| Dữ liệu khí hậu của Glasgow (Paisley 32 m asl, 1981–2010, extremes 1959–) | Dữ liệu khí hậu của Glasgow (Paisley 32 m asl, 1981–2010, extremes 1959–) | Dữ liệu khí hậu của Glasgow (Paisley 32 m asl, 1981–2010, extremes 1959–) | Dữ liệu khí hậu của Glasgow (Paisley 32 m asl, 1981–2010, extremes 1959–) | Dữ liệu khí hậu của Glasgow (Paisley 32 m asl, 1981–2010, extremes 1959–) | Dữ liệu khí hậu của Glasgow (Paisley 32 m asl, 1981–2010, extremes 1959–) | Dữ liệu khí hậu của Glasgow (Paisley 32 m asl, 1981–2010, extremes 1959–) | Dữ liệu khí hậu của Glasgow (Paisley 32 m asl, 1981–2010, extremes 1959–) | Dữ liệu khí hậu của Glasgow (Paisley 32 m asl, 1981–2010, extremes 1959–) | Dữ liệu khí hậu của Glasgow (Paisley 32 m asl, 1981–2010, extremes 1959–) | Dữ liệu khí hậu của Glasgow (Paisley 32 m asl, 1981–2010, extremes 1959–) | Dữ liệu khí hậu của Glasgow (Paisley 32 m asl, 1981–2010, extremes 1959–) | Dữ liệu khí hậu của Glasgow (Paisley 32 m asl, 1981–2010, extremes 1959–) | Dữ liệu khí hậu của Glasgow (Paisley 32 m asl, 1981–2010, extremes 1959–) |
| Tháng                                                                     | 1                                                                         | 2                                                                         | 3                                                                         | 4                                                                         | 5                                                                         | 6                                                                         | 7                                                                         | 8                                                                         | 9                                                                         | 10                                                                        | 11                                                                        | 12                                                                        | Năm                                                                       |
| ------------------------------------------------------------------------- | ------------------------------------------------------------------------- | ------------------------------------------------------------------------- | ------------------------------------------------------------------------- | ------------------------------------------------------------------------- | ------------------------------------------------------------------------- | ------------------------------------------------------------------------- | ------------------------------------------------------------------------- | ------------------------------------------------------------------------- | ------------------------------------------------------------------------- | ------------------------------------------------------------------------- | ------------------------------------------------------------------------- | ------------------------------------------------------------------------- | ------------------------------------------------------------------------- |
| Cao kỉ lục °C (°F)                                                        | 13.5 (56.3)                                                               | 14.4 (57.9)                                                               | 17.2 (63.0)                                                               | 24.4 (75.9)                                                               | 26.5 (79.7)                                                               | 29.6 (85.3)                                                               | 30.0 (86.0)                                                               | 31.0 (87.8)                                                               | 26.7 (80.1)                                                               | 22.8 (73.0)                                                               | 17.7 (63.9)                                                               | 14.1 (57.4)                                                               | 31.0 (87.8)                                                               |
| Trung bình ngày tối đa °C (°F)                                            | 6.9 (44.4)                                                                | 7.4 (45.3)                                                                | 9.6 (49.3)                                                                | 12.6 (54.7)                                                               | 15.9 (60.6)                                                               | 18.1 (64.6)                                                               | 19.7 (67.5)                                                               | 19.2 (66.6)                                                               | 16.4 (61.5)                                                               | 12.7 (54.9)                                                               | 9.4 (48.9)                                                                | 6.9 (44.4)                                                                | 12.9 (55.2)                                                               |
| Tối thiểu trung bình ngày °C (°F)                                         | 1.8 (35.2)                                                                | 1.8 (35.2)                                                                | 3.0 (37.4)                                                                | 4.8 (40.6)                                                                | 7.3 (45.1)                                                                | 10.1 (50.2)                                                               | 12.0 (53.6)                                                               | 11.7 (53.1)                                                               | 9.7 (49.5)                                                                | 6.7 (44.1)                                                                | 4.0 (39.2)                                                                | 1.7 (35.1)                                                                | 6.2 (43.2)                                                                |
| Thấp kỉ lục °C (°F)                                                       | −14.8 (5.4)                                                               | −7.5 (18.5)                                                               | −8.3 (17.1)                                                               | −4.4 (24.1)                                                               | −1.1 (30.0)                                                               | 1.5 (34.7)                                                                | 3.9 (39.0)                                                                | 2.2 (36.0)                                                                | −0.2 (31.6)                                                               | −3.5 (25.7)                                                               | −6.8 (19.8)                                                               | −14.5 (5.9)                                                               | −14.8 (5.4)                                                               |
| Lượng mưa trung bình mm (inches)                                          | 148.2 (5.83)                                                              | 104.6 (4.12)                                                              | 112.3 (4.42)                                                              | 63.6 (2.50)                                                               | 67.5 (2.66)                                                               | 66.4 (2.61)                                                               | 73.0 (2.87)                                                               | 92.5 (3.64)                                                               | 112.5 (4.43)                                                              | 143.1 (5.63)                                                              | 126.4 (4.98)                                                              | 135.2 (5.32)                                                              | 1.245,1 (49.02)                                                           |
| Số ngày mưa trung bình (≥ 1.0 mm)                                         | 17.3                                                                      | 13.2                                                                      | 14.9                                                                      | 11.6                                                                      | 11.9                                                                      | 11.1                                                                      | 12.0                                                                      | 12.8                                                                      | 13.8                                                                      | 16.8                                                                      | 16.0                                                                      | 15.5                                                                      | 166.9                                                                     |
| Số giờ nắng trung bình tháng                                              | 37.6                                                                      | 66.9                                                                      | 98.6                                                                      | 134.5                                                                     | 180.1                                                                     | 158.9                                                                     | 154.3                                                                     | 146.8                                                                     | 114.9                                                                     | 85.2                                                                      | 54.0                                                                      | 33.1                                                                      | 1.265                                                                     |
| Nguồn 1: Met Office                                                       |                                                                           |                                                                           |                                                                           |                                                                           |                                                                           |                                                                           |                                                                           |                                                                           |                                                                           |                                                                           |                                                                           |                                                                           |                                                                           |
| Nguồn 2: KNMI/Royal Dutch Meteorological Institute                        |                                                                           |                                                                           |                                                                           |                                                                           |                                                                           |                                                                           |                                                                           |                                                                           |                                                                           |                                                                           |                                                                           |                                                                           |                                                                           |

| Dữ liệu khí hậu của Abbotsinch, 5 m asl, 1981–2010, Extremes 1951– | Dữ liệu khí hậu của Abbotsinch, 5 m asl, 1981–2010, Extremes 1951– | Dữ liệu khí hậu của Abbotsinch, 5 m asl, 1981–2010, Extremes 1951– | Dữ liệu khí hậu của Abbotsinch, 5 m asl, 1981–2010, Extremes 1951– | Dữ liệu khí hậu của Abbotsinch, 5 m asl, 1981–2010, Extremes 1951– | Dữ liệu khí hậu của Abbotsinch, 5 m asl, 1981–2010, Extremes 1951– | Dữ liệu khí hậu của Abbotsinch, 5 m asl, 1981–2010, Extremes 1951– | Dữ liệu khí hậu của Abbotsinch, 5 m asl, 1981–2010, Extremes 1951– | Dữ liệu khí hậu của Abbotsinch, 5 m asl, 1981–2010, Extremes 1951– | Dữ liệu khí hậu của Abbotsinch, 5 m asl, 1981–2010, Extremes 1951– | Dữ liệu khí hậu của Abbotsinch, 5 m asl, 1981–2010, Extremes 1951– | Dữ liệu khí hậu của Abbotsinch, 5 m asl, 1981–2010, Extremes 1951– | Dữ liệu khí hậu của Abbotsinch, 5 m asl, 1981–2010, Extremes 1951– | Dữ liệu khí hậu của Abbotsinch, 5 m asl, 1981–2010, Extremes 1951– |
| Tháng                                                              | 1                                                                  | 2                                                                  | 3                                                                  | 4                                                                  | 5                                                                  | 6                                                                  | 7                                                                  | 8                                                                  | 9                                                                  | 10                                                                 | 11                                                                 | 12                                                                 | Năm                                                                |
| ------------------------------------------------------------------ | ------------------------------------------------------------------ | ------------------------------------------------------------------ | ------------------------------------------------------------------ | ------------------------------------------------------------------ | ------------------------------------------------------------------ | ------------------------------------------------------------------ | ------------------------------------------------------------------ | ------------------------------------------------------------------ | ------------------------------------------------------------------ | ------------------------------------------------------------------ | ------------------------------------------------------------------ | ------------------------------------------------------------------ | ------------------------------------------------------------------ |
| Cao kỉ lục °C (°F)                                                 | 13.5 (56.3)                                                        | 14.3 (57.7)                                                        | 18.9 (66.0)                                                        | 24.0 (75.2)                                                        | 27.4 (81.3)                                                        | 29.6 (85.3)                                                        | 30.1 (86.2)                                                        | 31.2 (88.2)                                                        | 26.7 (80.1)                                                        | 23.9 (75.0)                                                        | 16.0 (60.8)                                                        | 14.6 (58.3)                                                        | 31.2 (88.2)                                                        |
| Trung bình ngày tối đa °C (°F)                                     | 6.4 (43.5)                                                         | 6.9 (44.4)                                                         | 9.0 (48.2)                                                         | 11.7 (53.1)                                                        | 15.0 (59.0)                                                        | 17.4 (63.3)                                                        | 19.2 (66.6)                                                        | 18.9 (66.0)                                                        | 16.2 (61.2)                                                        | 12.4 (54.3)                                                        | 9.1 (48.4)                                                         | 6.4 (43.5)                                                         | 12.4 (54.3)                                                        |
| Tối thiểu trung bình ngày °C (°F)                                  | 1.2 (34.2)                                                         | 1.3 (34.3)                                                         | 2.5 (36.5)                                                         | 3.9 (39.0)                                                         | 6.2 (43.2)                                                         | 9.0 (48.2)                                                         | 11.1 (52.0)                                                        | 10.8 (51.4)                                                        | 9.1 (48.4)                                                         | 6.2 (43.2)                                                         | 3.6 (38.5)                                                         | 1.1 (34.0)                                                         | 5.5 (41.9)                                                         |
| Thấp kỉ lục °C (°F)                                                | −17.4 (0.7)                                                        | −15 (5)                                                            | −12.5 (9.5)                                                        | −5.4 (22.3)                                                        | −3.9 (25.0)                                                        | 1.2 (34.2)                                                         | 0.8 (33.4)                                                         | 1.1 (34.0)                                                         | −4.0 (24.8)                                                        | −7.1 (19.2)                                                        | −10.4 (13.3)                                                       | −19.9 (−3.8)                                                       | −19.9 (−3.8)                                                       |
| Lượng Giáng thủy trung bình mm (inches)                            | 153.0 (6.02)                                                       | 112.3 (4.42)                                                       | 124.8 (4.91)                                                       | 67.4 (2.65)                                                        | 65.3 (2.57)                                                        | 73.4 (2.89)                                                        | 77.7 (3.06)                                                        | 100.9 (3.97)                                                       | 123.9 (4.88)                                                       | 142.6 (5.61)                                                       | 131.7 (5.19)                                                       | 145.6 (5.73)                                                       | 1.318,6 (51.9)                                                     |
| Số ngày giáng thủy trung bình (≥ 1 mm)                             | 18                                                                 | 13                                                                 | 17                                                                 | 13                                                                 | 11                                                                 | 12                                                                 | 13                                                                 | 12                                                                 | 14                                                                 | 17                                                                 | 18                                                                 | 16                                                                 | 174                                                                |
| Số giờ nắng trung bình tháng                                       | 44.7                                                               | 72.0                                                               | 103.5                                                              | 140.1                                                              | 189.5                                                              | 161.7                                                              | 169.9                                                              | 158.5                                                              | 117.5                                                              | 89.1                                                               | 57.4                                                               | 44.2                                                               | 1.348,1                                                            |
| Nguồn: MetOffice date=July 2013                                    |                                                                    |                                                                    |                                                                    |                                                                    |                                                                    |                                                                    |                                                                    |                                                                    |                                                                    |                                                                    |                                                                    |                                                                    |                                                                    |

## Nhân khẩu học
Vào những năm 1950, dân số của thành phố Glasgow đã đạt đỉnh điểm 1.089.000. Glasgow sau đó là một trong những thành phố đông dân nhất trên thế giới. Sau những năm 1960, các khoảng trống của các khu vực thành thị nội địa nghèo đói như Gorbals và di chuyển đến " các thị trấn mới " như East Kilbride và Cumbernauld đã dẫn đến sự suy giảm dân số.
Ngoài ra, ranh giới của thành phố đã được thay đổi hai lần vào cuối thế kỷ 20, làm cho so sánh trực tiếp khó khăn. Thành phố tiếp tục mở rộng vượt ra ngoài ranh giới hội đồng thành phố vào các khu vực ngoại ô xung quanh, bao gồm khoảng 400 dặm vuông (1.040 km 2) của tất cả các khu vực ngoại ô liền kề, nếu thị trấn đi lại và làng mạc.
Có hai định nghĩa khác nhau cho dân cư Glasgow: Hội đồng Thành phố Glasgow (mất năm Rutherglen và Cambuslang đến South Lanarkshire năm 1996) và Khu đại đô thị Glasgow (bao gồm khu phố cổ xung quanh thành phố).
| Location                                 | Population | Area                             | Density                     |
| ---------------------------------------- | ---------- | -------------------------------- | --------------------------- |
| Hội đồng Thành phố Glasgow               | 592,820    | 67,76 dặm vuông Anh (175,5 km2)  | 8.541,8/sq mi (3.298,0/km2) |
| Khu vực Đại đô thị Glasgow               | 1,199,629  | 142,27 dặm vuông Anh (368,5 km2) | 8.212,9/sq mi (3.171,0/km2) |
| Source: Scotland's Census Results Online |            |                                  |                             |

Sự gia tăng dân số của Glasgow trong thế kỷ thứ mười tám và mười chín liên quan đến sự phát triển kinh tế cũng như sự phát triển nội tại với phần lớn những người mới đến thành phố từ bên ngoài Scotland là từ Ireland, đặc biệt là các quận phía bắc của Donegal, Fermanagh, Tyrone và Derry.
Trong Cuộc Tổng điều tra Anh năm 1881, 83% dân số được sinh ra ở Scotland, 13% ở Ireland, 3% ở Anh và 1% ở nơi khác. Đến năm 1911, thành phố đã không còn thu hút được số dân di dân. Tỷ lệ nhân khẩu học trong Tổng điều tra Anh năm 1951 là: sinh ở Scotland 93%, Ireland 3%, Anh 3% và các nơi khác 1%.
Vào đầu thế kỷ 20, nhiều người Litvan là người tị nạn bắt đầu định cư ở Glasgow và vào thời điểm cao nhất trong những năm 1950; có khoảng 10.000 trong khu vực Glasgow. Nhiều người Scots gốc Ý cũng định cư tại Glasgow, có nguồn gốc từ các tỉnh như Frosinone giữa Roma và Napoli và Lucca ở phía tây bắc Tuscany vào thời điểm này, nhiều ban đầu làm việc như "Kiến thức cơ bản Pokey đàn ông".
Trong những năm 1960 và 1970, nhiều người châu Á cũng định cư ở Glasgow, chủ yếu ở khu vực Pollokshields. Có khoảng 30.000 người Pakistan, 15.000 người Ấn Độ và 3.000 người Bangladesh cũng như người Trung Quốc, nhiều người trong số họ định cư tại khu vực Garnethill của thành phố. Kể từ năm 2000, chính phủ Anh đã theo đuổi chính sách phân tán người xin tị nạn để giảm bớt áp lực lên nhà ở xã hội ở khu vực Luân Đôn.
Thành phố này cũng là nơi có khoảng 8.406 (1,42%) người Ba Lan đang sinh sống. Kể từ cuộc Tổng điều tra năm 2001 của Vương Quốc Anh, sự suy giảm dân số đã bị đảo ngược. Dân số là tĩnh trong một thời gian; nhưng do di cư từ các vùng khác của Scotland cũng như nhập cư từ nước ngoài, dân số đã bắt đầu phát triển. Dân số của khu hội đồng thành phố là 593.245 vào năm 2011, và khoảng 2.300.000 người sống ở Glasgow du lịch đến nơi làm việc. Vùng này được định nghĩa là bao gồm hơn 10% số cư dân đi du lịch đến Glasgow để làm việc và không có ranh giới cố định.
Mật độ dân số của Luân Đôn sau cuộc điều tra dân số năm 2011 được ghi nhận là 5.200 người trên một kilômét vuông, trong khi 3.395 người trên mỗi kilômét vuông được đăng ký tại Glasgow. Trong năm 1931, mật độ dân số là 16.166 / sq mi (6,242 / km 2), làm nổi bật sự "hở" vào các vùng ngoại ô và thị trấn mới được xây dựng để giảm kích thước của một trong những của châu Âu thành phố đông dân cư nhất.
Vào năm 2005, Glasgow có tuổi thọ thấp nhất tại bất kỳ thành phố nào của Anh ở tuổi 72,9. Phần lớn đã được thực hiện trong năm bầu cử Glasgow East 2008. Năm 2008, Tổ chức Y tế Thế giới báo cáo về sự bất bình đẳng về sức khỏe, tiết lộ rằng tuổi thọ nam giới dao động từ 54 năm Calton đến 82 năm trong vùng lân cận Lenzie, Đông Dunbartonshire.

## Kinh tế
Glasgow có nền kinh tế lớn nhất ở Scotland và là trung tâm của khu vực đô thị Tây Trung Scotland. Glasgow cũng có GDP cao thứ ba trên đầu người của bất kỳ thành phố nào ở Anh (sau London và Edinburgh). Thành phố này tự duy trì hơn 410.000 việc làm trong hơn 12.000 công ty. Trong giai đoạn 2000-2005 đã có hơn 153.000 việc làm trong thành phố - mức tăng trưởng 32%. Tốc độ tăng trưởng kinh tế hàng năm của Glasgow là 4,4% và đứng thứ hai chỉ sau London. Trong năm 2005, đã có hơn 17.000 việc làm mới được tạo ra, và năm 2006, đầu tư của khu vực tư nhân trong thành phố này đã đạt 4,2 tỷ bảng Anh, tăng 22% trong một năm. 55% cư dân ở Greater Glasgow mỗi ngày đi làm tham quan thành phố. Một khi các ngành công nghiệp chế tạo có xu hướng xuất khẩu chủ đạo như đóng tàu và các kỹ thuật nặng khác đã dần dần được thay thế bởi tầm hoạt động kinh tế đa dạng hơn, mặc dù các công ty sản xuất chính vẫn tiếp tục đặt trụ sở chính ở thành phố như Aggreko, Weir Group, Clyde Blowers, Howden, Sản phẩm Linn, trò chơi Firebrand, William Grant & Sons, Whyte và Mackay, Tập đoàn Edrington, Động cơ Polar Anh và Động cơ Albion.
Glasgow từng là một trong những thành phố quan trọng nhất ở Anh về sản xuất, tạo ra rất nhiều sự giàu có của thành phố; ngành công nghiệp nổi bật nhất là đóng tàu dựa trên sông Clyde. Mặc dù Glasgow nợ nhiều của tăng trưởng kinh tế cho ngành công nghiệp đóng tàu, mà vẫn tiếp tục ngày hôm nay trong các hình thức của BAE Systems Hàng hải - Tàu thủy hải quân hai nhà máy đóng tàu ', thành phố có nguồn gốc từ việc buôn bán thuốc lá và được ghi nhận là đã "tăng từ giấc ngủ trung cổ của nó "từ thương mại thuốc lá, đi tiên phong bởi những con số như John Glassford. Thành phố cũng được ghi nhận cho ngành công nghiệp xây dựng đầu máy xe lửa của nó, do các công ty như Công ty Đầu máy Bắc Anh- đã phát triển trong thế kỷ 19 trước khi bước vào thập niên 1960.
Trong khi ngành sản xuất đã giảm, nền kinh tế Glasgow đã có sự tăng trưởng tương đối đáng kể trong các ngành công nghiệp cấp ba như dịch vụ tài chính và kinh doanh, truyền thông, khoa học sinh học, công nghiệp sáng tạo, y tế, giáo dục đại học, bán lẻ và du lịch. Glasgow hiện là điểm du lịch nước ngoài phổ biến thứ hai ở Scotland (thứ năm ở Anh) và cung cấp trung tâm bán lẻ lớn nhất của Scotland.
Từ năm 1998 đến năm 2001, khu vực dịch vụ tài chính của thành phố tăng trưởng ở mức 30%, thu được lợi ích đáng kể cho Edinburgh, vốn là trung tâm của ngành tài chính Scotland. Glasgow hiện nay là một trong mười sáu trung tâm tài chính lớn nhất của Châu Âu, với số lượng ngày càng tăng của các công ty tài chính trong khu vực tài chính Blue Chip thành lập các hoạt động hoặc trụ sở chính đáng kể trong thành phố. 
Những năm 1990 và thập kỷ đầu tiên của thế kỷ 21 đã chứng kiến sự tăng trưởng đáng kể về số lượng các trung tâm dịch vụ cuộc gọi có trụ sở tại Glasgow. Trong năm 2007 khoảng 20.000 người, một phần ba của tất cả nhân viên trung tâm cuộc gọi ở Scotland, đã được sử dụng bởi các trung tâm cuộc gọi Glasgow. tăng trưởng này, sử dụng cao của các cơ quan tuyển dụng để tuyển dụng sinh viên tốt nghiệp là công nhân tạm thời đã dẫn đến những lời buộc tội bóc lột của thực tiễn như nhiều giờ, lương thấp và thiếu an ninh việc làm bởi các tổ chức công đoàn khác. Trong những năm gần đây, một số trung tâm gọi điện đã thực hiện các biện pháp để khắc phục những lời chỉ trích này.
Các ngành sản xuất chính của thành phố bao gồm các công ty tham gia; đóng tàu và chưng cất, in ấn và xuất bản, hóa chất và hàng dệt may cũng như các ngành tăng trưởng mới như quang điện tử, phát triển phần mềm và công nghệ sinh học. Glasgow hình thành phía tây của khu vực công nghệ cao của Silicon Glen ở Scotland.